# Marginella lineofasciata
Marginella lineofasciata is een slakkensoort uit de familie van de Marginellidae. De wetenschappelijke naam van de soort is voor het eerst geldig gepubliceerd in 1992 door Bozzetti.